# Catenae di Marte
Segue una lista delle catenae presenti sulla superficie di Marte. La nomenclatura di Marte è regolata dall'Unione Astronomica Internazionale; la lista contiene solo formazioni esogeologiche ufficialmente riconosciute da tale istituzione.
Le catenae di Marte portano il nome di albedo presenti sulle mappe marziane di Eugène Michel Antoniadi e Giovanni Virginio Schiaparelli che a loro volta si rifacevano a termini della cultura classica greca e romana.
Si contano anche due catenae inizialmente battezzate dall'IAU e la cui denominazione è stata poi abrogata.

## Prospetto
| Catena            | Eponimo    | Latitudine | Longitudine | Diametro   |
| ----------------- | ---------- | ---------- | ----------- | ---------- |
| Acheron Catena    | Acheron    | 37,47° N   | 259,2° E    | 421,778 km |
| Alba Catena       | Alba       | 35,04° N   | 245,42° E   | 144,868 km |
| Artynia Catena    | Artynia    | 47,69° N   | 240,55° E   | 279,288 km |
| Baphyras Catena   | Baphyras   | 38,83° N   | 275,84° E   | 95,528 km  |
| Ceraunius Catena  | Ceraunius  | 37,1° N    | 251,91° E   | 50,498 km  |
| Coprates Catena   | Coprates   | 15° S      | 297,91° E   | 302,068 km |
| Cyane Catena      | Cyane      | 36,25° N   | 241,7° E    | 204,068 km |
| Elysium Catena    | Elysium    | 17,69° N   | 149,73° E   | 48,58 km   |
| Ganges Catena     | Ganges     | 2,7° S     | 291,22° E   | 81,278 km  |
| Hyblaeus Catena   | Hyblaeus   | 21,6° N    | 140,62° E   | 10,498 km  |
| Labeatis Catenae  | Labeatis   | 19,49° N   | 266,83° E   | 220,68 km  |
| Ophir Catenae     | Ophir      | 9,46° S    | 300,6° E    | 5098 km    |
| Phlegethon Catena | Phlegethon | 38,83° N   | 256,72° E   | 399,698 km |
| Stygis Catena     | Stygis     | 23,25° N   | 150,57° E   | 65,388 km  |
| Tithoniae Catenae | Tithoniae  | 5,5° S     | 278,18° E   | 5628 km    |
| Tractus Catena    | Tractus    | 27° N      | 257,21° E   | 910,578 km |

## Nomenclatura abolita
| Catena           | Eponimo   | Latitudine | Longitudine | Diametro | Motivazione                      |
| ---------------- | --------- | ---------- | ----------- | -------- | -------------------------------- |
| Apodis Catena    | Apodis    | 26,93° S   | 103,2° E    | 08 km    | Abolita.                         |
| Tithoniae Catena | Tithoniae | 5,44° S    | 278° E      | 3808 km  | Sostituita da Tithoniae Catenae. |